# Isla del Rey (ö i Spanien)
Isla del Rey är en ö i Spanien. Den ligger i den södra delen av landet, 600 km söder om huvudstaden Madrid. Arean är 0,18 kvadratkilometer. Ön är del i ögruppen Islas Chafarinas som omfattar även öarna Isla del Congreso och Isla de Isabel II, ögruppen är en Plazas de soberanía.
Terrängen på Isla del Rey är mycket platt. Öns högsta punkt är 18 meter över havet. Den sträcker sig 0,8 kilometer i nord-sydlig riktning, och 0,5 kilometer i öst-västlig riktning.